# Günter Hoffmann (Radsportler)

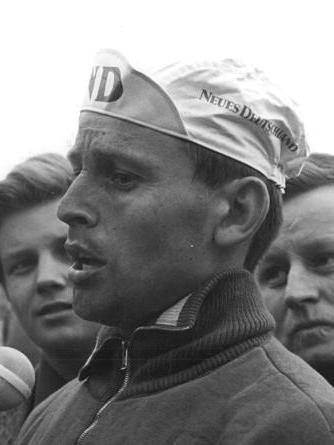
Günter Hoffmann bei der Friedensfahrt 1967, im Interview mit Heinz Florian Oertel

Günter Hoffmann (* 8. Februar 1939 in Guben) ist ein ehemaliger deutscher Radrennfahrer, der in der DDR aktiv war.

## Sportliche Laufbahn
Hoffmann begann seine organisierte sportliche Laufbahn 1955 bei der Betriebssportgemeinschaft (BSG) Motor Finsterwalde. Mit 22 Jahren errang er seine ersten Erfolge in der Leistungsklasse des DDR-Radsports, zum Beispiel mit dem Gewinn der Wertung als bester Nachwuchsfahrer bei der DDR-Rundfahrt 1961, Platz drei in der Gesamtwertung bei der DDR-Rundfahrt 1962 und mit dem Gewinn der Querfeldein-Meisterschaft der Warschauer-Pakt-Armeen (SKDA-Meisterschaft) 1961, bei der er u. a. den Sieger der Internationalen Friedensfahrt von 1957 Nentcho Christow aus Bulgarien besiegte. Hoffmann startete inzwischen für den Armeesportklub (ASK) Vorwärts Leipzig, wo er u. a. bei Emil Kirmße trainierte. In den Jahren 1962 und 1964 führte er die Jahresbestenliste in DDR-Straßenrennsport an.
1964 startete Hoffmann erstmals bei der Dreiländer-Etappenfahrt Internationale Friedensfahrt, bei der als bester DDR-Teilnehmer in der Gesamtwertung auf 2. Platz landete. Bei seinen weiteren Friedensfahrtteilnahmen wurde er 1965 17., 1966 18., 1967 5. und 1968 14. An den Radsportentscheidungen der Olympischen Spiele nahm er zweimal teil, 1964 in Tokio und 1968 in Mexiko-Stadt. Bei den Olympischen Spielen 1964 wurde er im olympischen Straßenrennen und im Mannschaftszeitfahren eingesetzt. Im Einzelrennen 1964 kam er aber unter 107 gewerteten Fahrern nur auf den 78. Platz, mit dem DDR-Team wurde er 14. 1965 gewann er die Harzrundfahrt und Berlin–Angermünde–Berlin. 1966 holte er eine Etappensieg in der Jugoslawien-Rundfahrt, die er auf dem 4. Platz beendete.
Bei den Spielen 1968 kam Hoffmann nur im Mannschaftszeitfahren zum Einsatz, bei dem die DDR Rang 13 erreichte. Bei den Radweltmeisterschaften war Hoffmann 1966 und 1967 beteiligt. Beide Male fuhr er im Mannschaftszeitfahren mit und wurde mit dem DDR-Team 1966 Siebter und 1968 Achter. 1967 wurde er auch im Einzelstraßenrennen eingesetzt und wurde als zweitbester DDR-Starter 28. Günter Hoffmann war auch für die Straßen-Weltmeisterschaften 1962 bis 1964 nominiert. Er konnte daran jedoch nicht teilnehmen, da bedingt durch die damaligen politischen Umstände (die NATO-Staaten hatten als Reaktion auf den Bau der Berliner Mauer jeweils keine Einreise-Visa ausgestellt), ein Start nicht möglich war.
Bei den DDR-Radsportmeisterschaften errang Hoffmann zwei Titel. Mit dem ASK Vorwärts Leipzig gewann er 1965 und 1967 die Meisterschaft im 100-km-Mannschaftszeitfahren. Bei nationalen Straßenrennen steht neben dem Sieg beim Traditionsrennen Berlin–Angermünde–Berlin 1965 ein Sieg beim Tribüne Bergpreis 1967 zu Buche. 1964 belegte er den 1. Platz auf der Jahresbestenliste des Deutschen Radsportverbandes der DDR.
Am 11. März 1969 gab Hoffmann seinen Rücktritt vom aktiven Leistungssport bekannt.

## Berufliches
Ursprünglich hatte Hoffmann eine Lehre als Möbeltischler absolviert. Mit 31 Jahren schloss er sein Studium als Maschinenbau-Ingenieur in Leipzig ab. Danach war er als Technologe, Technischer Leiter und Produktionsleiter in einem mittelständischen Unternehmen tätig. 1976 wurde Hoffmann Forschungs- und Entwicklungsingenieur im Leipziger Institut für technische Gebäudeausrüstung.

## Diverses
Hoffmann war einer der Erst-Unterzeichner der „Initiative für den Frieden in der Welt“, einem Appell von Sportlern für Frieden in der Welt im Vorfeld der deutschen Bewerbung zur Austragung der Olympischen Spiele 2012.

## Besondere Erfolge
- 1961: Nachwuchswertung DDR-Rundfahrt
- 1965: DDR-Meister 100-km-Mannschaftszeitfahren
- 1966: eine Etappe Friedensfahrt
- 1967: DDR-Meister 100-km-Mannschaftszeitfahren